# Kolomyika

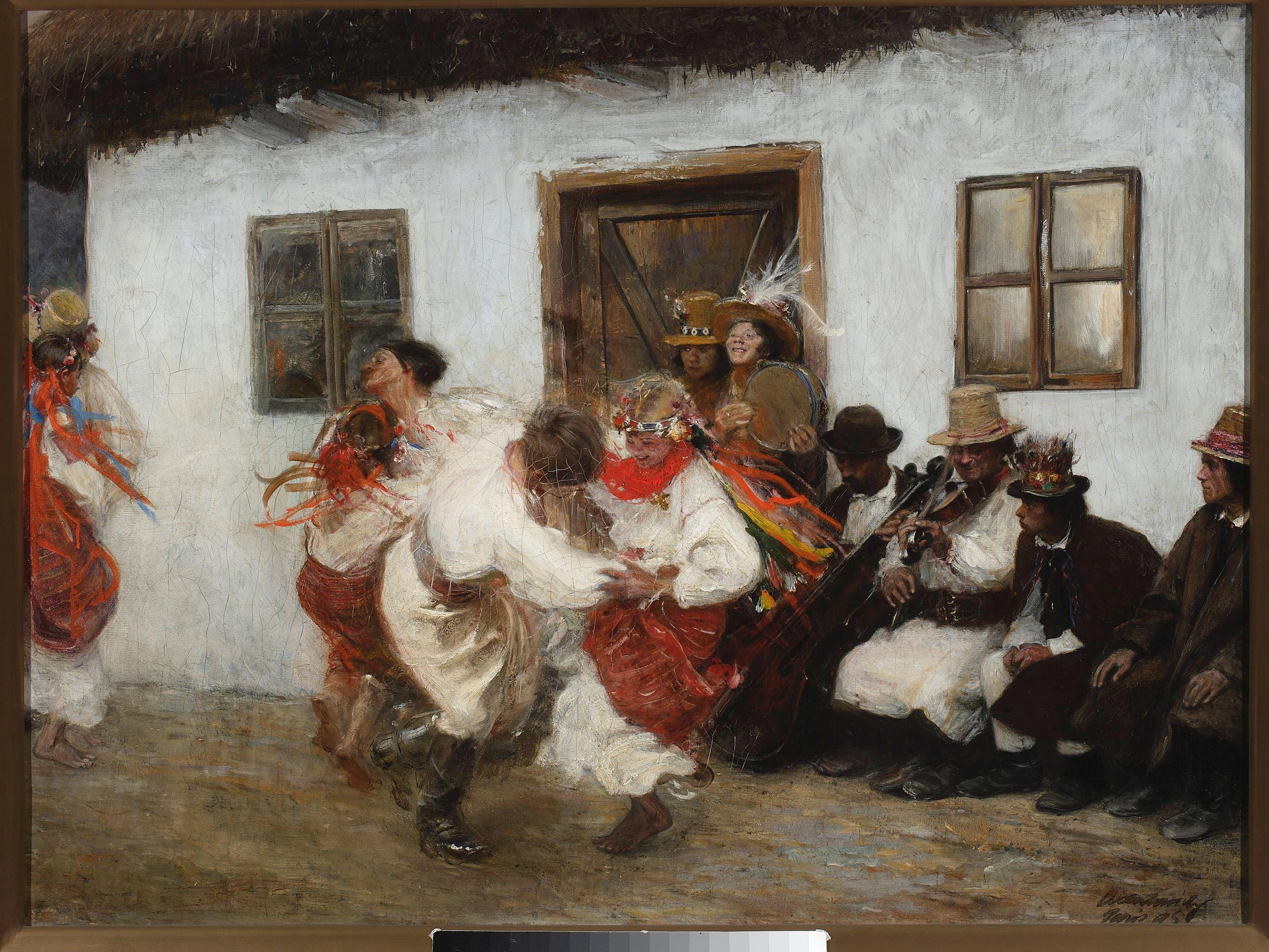
Kolomyika de Teodor Axentowicz

La kolomyika (Ukrainien: кoлoмийкa, Polonais: kołomyjka; également orthographié kolomeyka ou kolomeike) est un genre musical hutsoul (ukrainien),, qui combine une danse folklorique rapide et des vers rimés comiques (танець-приспівка). Il s'agit d'un type de danse de performance développé par la diaspora ukrainienne en Amérique du Nord.
Il doit son nom à la ville de Kolomyia, dans la région de Hutsul, dans l'est de la Galicie, dans ce qui fait aujourd'hui partie de l'ouest de l'Ukraine. Il était historiquement populaire parmi les Ukrainiens et les Polonais, et est également connu (sous le nom de kalamajka ) dans le nord-est de la Slovaquie où certains Ukrainiens se sont installés à l'époque austro-hongroise. 
Les Kolomyikas sont encore dansées en Ukraine et en Pologne comme une tradition lors de certaines fêtes, lors de festivités ou simplement pour le plaisir. Dans l'ouest de l'Ukraine, ce sont des danses populaires pour les mariages.
La kolomyika peut être une combinaison de mélodie, de chant et de danse, certains enregistrements comportant une ligne de chant alternant avec une ligne de mélodie instrumentale, tandis que d'autres sont purement instrumentaux. Le texte est généralement composé de distiques rimés et constitue un commentaire humoristique sur la vie quotidienne. Son rythme simple en 2/4 et ses structures rendent la kolomyika très adaptable, et le texte et les mélodies de milliers de versions différentes ont été annotés. 
Les mélodies sont simples mais dynamiques, généralement accompagnées par des instruments traditionnels comme :
- Le tsymbaly (cymbalum ukrainien),
- Le violon,
- La sopilka (flûte),
- L’accordéon ou bandoura.

Les textes sont courts, rimés, et souvent humoristiques ou satiriques. Chaque couplet se compose généralement de deux lignes de huit syllabes, avec une forte musicalité et un ton léger. On y aborde des thèmes de la vie quotidienne, de l’amour, du travail rural, ou encore des commentaires moqueurs sur les comportements sociaux.
Une collection réalisée par Volodymyr Shukhevych en 1905 en contient plus de 8 000. Bien qu'il s'agisse d'une forme très ancienne, ils continuent d'être populaires en raison de leurs mélodies rapides, énergiques et excitantes, souvent avec syncope.
Le couplet de style kolomyika de la chanson est syllabique, composé de deux lignes de 14 syllabes (ou de quatre lignes : 8 + 6 + 8 + 6). Ceci est typique non seulement pour une kolomyika, mais aussi pour des chansons historiques, quotidiennes, des ballades et d'autres chansons folkloriques ukrainiennes. Il a été très souvent utilisé par Taras Shevchenko.
L'hymne national de l'Ukraine a également été écrit en vers kolomyika[réf. nécessaire].
Une danse semblable à la kolomyika est la hutsulka. Les Hutsulkas ont un rythme plus rapide que les kolomyikas et sont apparus plus tard, vers le XVIe siècle. Hutsulka ou kozachok constitue souvent la phase finale d'une danse, après que la kolomyika a atteint son apogée.  
Des ensembles renommés comme le Virsky Ukrainian National Dance Ensemble la mettent en scène dans des chorégraphies spectaculaires. On la retrouve aussi dans des versions modernes, fusionnées avec des genres contemporains comme l’électro-folk ou la pop ukrainienne.

## Histoire des études
La spécificité de la kolomyika a été déterminée par le folkloriste F. Kolessa :
Kolomyika est à l'origine une chanson de danse, qui est toujours chantée avant de danser, et est devenue une forme préférée de chanson lyrique en Ukraine occidentale, en particulier à Pokut, où elle a progressivement supplanté d'autres formes de chansons. Il s'agit d'une œuvre à caractère dansant et d'une combinaison libre de strophes de contenu commun ou apparenté, parfois fondée uniquement sur une association plus ou moins étroite de pensées et d'images poétiques. "
Son nom indique le lieu de fixation : la ville de Kolomyia, Stanisławów, aujourd'hui région d'Ivano-Frankivsk à proximité des zones peuplées de Houtsouls des Carpates. La Kolomyia a toujours été populaire parmi les Polonais, les Ukrainiens et est également connue (danse) dans le nord-est de la Slovénie (sous le nom de Kalamajka ).
La taille de la kolomyika (seulement deux lignes dans lesquelles les mots devaient être placés de sorte que chaque ligne ait quatorze syllabes) a contribué au développement de la concision, des formules poétiques stables, de l'utilisation économique et précise des tropes.
Les Kolomyikas ont une structure bidimensionnelle : l'image de la nature du premier vers, par analogie ou par contraste, renforce le sens sémantique et émotionnel de la pensée exprimée dans le deuxième vers. Parfois, la première ligne fait office d'épice traditionnelle, dont le contenu n'est pas toujours lié à la ligne suivante. Le plus souvent, c'est le début « Oh, le coucou a volé (paon, hirondelle) », « Sur une haute absinthe », « Oh, chêne vert » et autres.
La kolomyïka est bien plus qu’un simple divertissement folklorique : elle incarne une mémoire vivante, une joie de vivre collective et une forme d’identité culturelle ukrainienne. Grâce à son humour, son rythme et sa capacité à rassembler, elle continue de traverser les générations, les frontières et les époques.

## Le contenu de kolomyika
Dans la kolomyika, on entend des plaintes concernant le travail forcé, le dur labeur des soldats, la pauvreté et le manque de pain, l'émigration forcée, les protestations contre l'anarchie paysanne et les prières rebelles sur le passé du peuple. La plus grande variété de chansons porte sur des « thèmes éternels » qui incluent la vie personnelle, les expériences et les humeurs tout au long de la vie sociale, et sont donc applicables à n'importe quelle période. ses voisins, sa condition sociale, sa vie publique et individuelle du berceau à la tombe, ses traditions et ses croyances, ses idéaux sociaux et ethniques.

## Recherche et évaluation de kolomyika
Les premières traces connues de spécimens de kolomyika remontent au XVIIe siècle, mais il existe des preuves documentaires de leur existence dans l'Antiquité. Cette variété originale de chansons folkloriques ukrainiennes a depuis longtemps attiré l’attention des spécialistes slaves. À partir du premier tiers du XIXe siècle, des traductions de kolomyikas et des recherches scientifiques sur celles-ci sont apparues dans la presse ukrainienne, russe et polonaise. Des études sérieuses consacrées à ce genre appartiennent à I. Franko, F. Kolessa, V. Hnatyuk, M. Zhynyk, M. Hrinchenko et d'autres folkloristes.
Hnatyuk a conseillé aux écrivains d'apprendre à créer des images artistiques hautement artistiques à Kolomyia, en utilisant la langue vernaculaire, ses inversions caractéristiques, ses comparaisons. Les qualités idéologiques et esthétiques des kolomyikas étaient très appréciées par Lesya Ukrainka et M. Kotsyubynsky. Kolomyikas a inspiré des thèmes, des images et des motifs pour de nombreuses œuvres littéraires. Ils sont particulièrement organiques dans les histoires et les romans de I. Franko, L. Martovych, P. Kozlanyuk.

## Bela Bartok et la Kolomyika
Le premier concerto pour piano et orchestre du compositeur hongrois Bela Bartok intègre un schéma rythmique et mélodique qui a une structure symétrique, combinant deux unités de mesure, qui se déplacent généralement dans un mouvement pas à pas étroit et utilisent souvent des motifs scalaires et des répétitions de notes. En Hongrie, ce type rythmique est associé à la danse du porcher que Bartok croyait dérivée de la kolomyika ukrainienne. Bartok considérait également les chants des porchers comme la source du répertoire populaire de chants kuruc et du verbunkos instrumental (chants et danses de recrutement), suggérant que ceux-ci étaient également basés sur des mélodies de kolomyika : « Ce dernier (Verbunkos), encore une fois, semble au moins partiellement dériver des mélodies dites de danse du berger hongrois, dont la source est probablement les chants de danse ukrainiens Kolomyjka » (Bela Bartok). « Concernant l'origine des types roumains (b) 1 et (c), indiquons deux alternatives, en principe également possibles. Elles pourraient provenir directement soit de la musique Verbunkos, soit de la Kolomyjka ukrainienne. Cette dernière hypothèse est probablement due à la frontière relativement longue entre les territoires linguistiques roumain et ukrainien. » (Bela Bartok)

## Développement dans la diaspora
Selon Andriy Nahachewsky, ancien danseur de scène professionnel, directeur du Centre Kule pour le folklore ukrainien et canadien et titulaire de la chaire Huculak de culture et d'ethnographie ukrainiennes à l'Université de l'Alberta, les kolomyiky tels que pratiqués au Canada sont un genre de danse distinct de ce qui est connu en Ukraine. La kolomyika diasporique s'est développée à partir de l'ancienne danse folklorique rurale, mais avec une influence prédominante de la danse de scène. Originaire de l'Ouest canadien dans les années 1950 et 1960, la kolomyika est considérée comme le point culminant des mariages et des danses ukrainiennes au Canada : lorsque les participants ayant de l'expérience en tant que danseurs de scène exécutent leurs « tours » préférés impliquant des portés, des pirouettes, des coups de pied hauts, et même la construction de pyramides humaines. C'est l'occasion pour les individus et les groupes de « montrer » leurs mouvements les plus impressionnants ou les plus dangereux afin de divertir le public et de gagner son approbation. Nahachewsky suggère que, bien qu'il s'agisse d'une tradition relativement nouvelle, la kolomyika canadienne est un symbole important de la culture ukrainienne au Canada et que le dynamisme de ce type de danse ukrainienne contribue à intéresser les jeunes Canadiens à conserver la culture ukrainienne.

## Interprètes
- Ruslana interprète des motifs de Kolomyika à travers des chansons folk pop[réf. nécessaire]